# Bản quyền phát sóng giải vô địch bóng đá nữ thế giới 2019
FIFA thông qua một số công ty đã bán bản quyền phát sóng cho Giải vô địch bóng đá nữ thế giới 2019 đến các đài phát sóng như sau.

## Truyền hình

### Các quốc gia tham gia
| Quốc gia       | Hãng phát sóng                 | Hãng phát sóng         |  |
| Quốc gia       | Miễn phí                       | Trả tiền               |  |
| -------------- | ------------------------------ | ---------------------- |  |
| Pháp (chủ nhà) | TF1 (tiếng Pháp)               | Canal+ (tiếng Pháp)    |  |
| Cameroon       | CRTV (tiếng Anh và tiếng Pháp) | Canal+ (tiếng Pháp)    |  |
| Cameroon       | CRTV (tiếng Anh và tiếng Pháp) | SuperSport (tiếng Anh) |  |
| Nigeria        |                                |                        |  |
| Nam Phi        |                                |                        |  |
| Argentina      | Televisión Pública             | TyC Sports             |  |
| Argentina      | Televisión Pública             | DirecTV Sports         |  |
| Chile          | Chilevisión                    |                        |  |
| Úc             | SBS                            | Optus Sport            |  |
| Brasil         | Grupo Globo                    | Grupo Globo            |  |
| Brasil         | Grupo Band                     |                        |  |
| Canada         | CTV (tiếng Anh)                | TSN (tiếng Anh)        |  |
| Canada         | CTV (tiếng Anh)                | RDS (tiếng Pháp)       |  |
| Trung Quốc     | CCTV                           |                        |  |
| Đức            | ARD                            | DAZN                   |  |
| Đức            | ZDF                            | DAZN                   |  |
| Ý              | RAI                            | Sky Sport              |  |
| Jamaica        | TVJ                            |                        |  |
| Nhật Bản       | NHK                            | J Sports               |  |
| Nhật Bản       | Fuji TV                        | J Sports               |  |
| Hà Lan         | NOS                            |                        |  |
| New Zealand    |                                | Sky Sport              |  |
| Na Uy          | NRK                            |                        |  |
| Na Uy          | TV2                            |                        |  |
| Hàn Quốc       | KBS                            |                        |  |
| Hàn Quốc       | MBC                            |                        |  |
| Hàn Quốc       | Tây Ban Nha                    | Gol                    |  |
| Thụy Điển      | SVT                            |                        |  |
| Thụy Điển      | TV4                            |                        |  |
| Thái Lan       | PPTV                           | beIN Sports            |  |
| Anh Quốc       | BBC                            |                        |  |
| Hoa Kỳ         | Fox (tiếng Anh)                | Fox (tiếng Anh)        |  |
| Hoa Kỳ         | Telemundo (tiếng Tây Ban Nha)  |                        |  |

## Phát thanh

### Các quốc gia tham gia
| Quốc gia                            | Hãng phát sóng                        |
| ----------------------------------- | ------------------------------------- |
| Pháp (chủ nhà)                      | Radio France                          |
| Pháp (chủ nhà)                      | Europe 1                              |
| Pháp (chủ nhà)                      | RMC                                   |
| Pháp (chủ nhà)                      | RTL                                   |
| Úc                                  | SBS                                   |
| Brasil                              | Grupo Globo                           |
| Brasil                              | Grupo Band                            |
| Cameroon                            | CRTV                                  |
| Trung Quốc                          | CNR                                   |
| Đức                                 | ARD                                   |
| Ý                                   | RAI                                   |
| Jamaica                             | RJ                                    |
| Nhật Bản                            | NHK                                   |
| Hà Lan                              | NOS                                   |
| New Zealand                         | Radio NZ                              |
| Na Uy                               | NRK                                   |
| Nam Mỹ tham gia - Argentina - Chile | TyC                                   |
| Hàn Quốc                            | KBS                                   |
| Hàn Quốc                            | MBC                                   |
| Hàn Quốc                            | SBS                                   |
| Thụy Điển                           | SVT                                   |
| Thái Lan                            | MCOT                                  |
| Anh Quốc                            | BBC                                   |
| Anh Quốc                            | Talksport                             |
| Hoa Kỳ                              | Fox Sports Radio (tiếng Anh)          |
| Hoa Kỳ                              | Fútbol de Primera (tiếng Tây Ban Nha) |

### Các quốc gia không tham gia
| Quốc gia/Vùng                                                                                       | Hãng phát sóng                                                                            |
| --------------------------------------------------------------------------------------------------- | ----------------------------------------------------------------------------------------- |
| Albania                                                                                             | RTSH                                                                                      |
| Andorra                                                                                             | - Radio France (tiếng Pháp) - Europe 1 (tiếng Pháp) - RMC (tiếng Pháp) - RTL (tiếng Pháp) |
| Monaco                                                                                              | - Radio France (tiếng Pháp) - Europe 1 (tiếng Pháp) - RMC (tiếng Pháp) - RTL (tiếng Pháp) |
| Luxembourg                                                                                          | - Radio France (tiếng Pháp) - Europe 1 (tiếng Pháp) - RMC (tiếng Pháp) - RTL (tiếng Pháp) |
| - VRT (tiếng Hà Lan) - RTBF (tiếng Pháp)                                                            |                                                                                           |
| Bỉ                                                                                                  |                                                                                           |
| Armenia                                                                                             | HR                                                                                        |
| Áo                                                                                                  | ORF                                                                                       |
| Belarus                                                                                             | Belteleradio                                                                              |
| Bulgaria                                                                                            | BNR                                                                                       |
| Caribbean                                                                                           | TyC                                                                                       |
| Nam Mỹ không tham gia - Colombia - Ecuador - Peru - Uruguay - Venezuela                             | TyC                                                                                       |
| Trung Mỹ - Costa Rica - Cộng hòa Dominica - El Salvador - Guatemala - Honduras - Nicaragua - Panama | Televisa                                                                                  |
| México                                                                                              | Televisa                                                                                  |
| Colombia                                                                                            | Caracol                                                                                   |
| Colombia                                                                                            | RCN                                                                                       |
| Costa Rica                                                                                          | Teletica                                                                                  |
| Trung Quốc                                                                                          | CRI                                                                                       |
| Croatia                                                                                             | HRT                                                                                       |
| Campuchia                                                                                           | WMCAM                                                                                     |
| Curaçao                                                                                             | Direct Media                                                                              |
| Síp                                                                                                 | RIK                                                                                       |
| Cộng hòa Séc                                                                                        | ČR                                                                                        |
| Đan Mạch                                                                                            | DR                                                                                        |
| Estonia                                                                                             | ERR                                                                                       |
| Châu ÂuEUR                                                                                          | EBU                                                                                       |
| Phần Lan                                                                                            | YLE                                                                                       |
| Hungary                                                                                             | MTVA                                                                                      |
| Iceland                                                                                             | RÚV                                                                                       |
| Ireland                                                                                             | RTÉ (tiếng Anh và tiếng Ireland)                                                          |
| Israel                                                                                              | KAN                                                                                       |
| Latvia                                                                                              | LR                                                                                        |
| Liechtenstein                                                                                       | SRG SSR                                                                                   |
| Thụy Sĩ                                                                                             | SRG SSR                                                                                   |
| Litva                                                                                               | LRT                                                                                       |
| Mali                                                                                                | ORTM                                                                                      |
| Malta                                                                                               | PBS                                                                                       |
| Montenegro                                                                                          | RTCG                                                                                      |
| CHDCND Triều Tiên                                                                                   | KBS                                                                                       |
| CHDCND Triều Tiên                                                                                   | MBC                                                                                       |
| CHDCND Triều Tiên                                                                                   | SBS                                                                                       |
| Bắc Macedonia                                                                                       | MRT                                                                                       |
| Thái Bình Dương                                                                                     | Radio NZ                                                                                  |
| Papua New Guinea                                                                                    | NBC                                                                                       |
| Ba Lan                                                                                              | PR                                                                                        |
| Bồ Đào Nha                                                                                          | RTP                                                                                       |
| Puerto Rico                                                                                         | Fútbol de Primera (tiếng Tây Ban Nha)                                                     |
| Puerto Rico                                                                                         | Fox Sports Radio (tiếng Anh)                                                              |
| România                                                                                             | RR                                                                                        |
| Samoa                                                                                               | Radio Polynesia                                                                           |
| San Marino                                                                                          | RAI                                                                                       |
| Thành Vatican                                                                                       | RAI                                                                                       |
| Sénégal                                                                                             | RTS                                                                                       |
| Serbia                                                                                              | RTS                                                                                       |
| Slovakia                                                                                            | RTVS                                                                                      |
| Slovenia                                                                                            | RTVSLO                                                                                    |
| Tonga                                                                                               | Broadcom                                                                                  |
| Thổ Nhĩ Kỳ                                                                                          | TRT                                                                                       |
| Ukraina                                                                                             | UA:PBC                                                                                    |
| Vanuatu                                                                                             | VBTC                                                                                      |